# Hor
Hor (či Hór), latinsky Horus, byl staroegyptský bůh nebes, slunce a světla, božský vládce Egypta. Slunce a Měsíc byly považovány za jeho oči. Jeho otcem byl Usir a matkou Eset. Byl zobrazován jako muž se sokolí hlavou nebo jako sokol.
Hor po zavraždění svého otce Usíra bohem chaosu Sutechem se Sutechem bojoval o trůn Egypta. V této bitvě (na vrcholu blíže neurčené hory) ztratil jedno oko, jeho oko nahradil bůh měsíčního svitu Chonsu okem stříbrným. Ztracené oko se poté stalo symbolem ochrany celého Egypta a jedním z nejdůležitějších symbolů moci – tzv. Horovo oko. Po bitvě se stal prvním faraonem starověkého Egypta („Sjednotitel Dvou zemí“) a všichni ostatní faraoni byli považováni za jeho převtělení. Sám měl čtyři syny: Duamutefa, Hapiho, Imseta a Kebehsenufa.

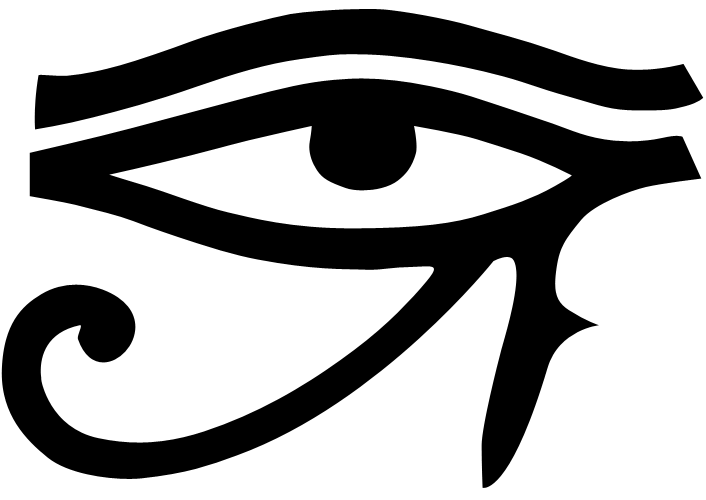
Horovo oko

Bylo mu zasvěceno mnoho chrámů, nejznámější z nich byly chrám v Edfu a chrám v Kom-Ombu. Jeho uctívači se nazývali šemsu hor. První zmínky o jeho kultu pocházejí z konce 4. tisíciletí př. n. l. a byl to první bůh, který byl takto uctíván po celé zemi (tj. v Horním i Dolním Egyptě).
Jedno z nejstarších a nejvýznamnějších božstev, uctívané ve více podobách (od místního kultu k bohu říše) v průběhu celých dějin Egypta. Od počátku zbožštěný sokol splývající se sluneční září (Hór jako slunce a jeho bůh). Jako bůh putujícího slunce byl nazýván též Harachtej (jedna z forem boha Ré, jeho syn, posléze jediný bůh Ré-Harachtej), jako zosobnění vycházejícího slunce Haremachet. Vedle funkce boha slunce též bůh egyptského krále, a to nejen ve smyslu náboženském (král jako převtělení boha), ale i politickém (náboženské zdůvodnění teokratické despocie). Ve funkci boha nebe bývá Hór nazýván Harver. Jako manžel bohyně Hathóry (tzv. Hór z Behdetu) figuroval jako ústřední postava komplikovaných a nepřehledných legend a mýtů.
Egypťané rozlišovali trojího Hora: Hora Vzdáleného, jehož očima je slunce a měsíc, Hora, který se vtěluje do každého faraona a chrání království v jeho duchovní podobě; Hora, Isidina syna a nástupce Osirida, zavražděného Séthem.
V Řecku byl Hór ztotožňován s Apollónem (bohem slunce a světla), Áréem (bohem války) a Hórem (egyptským Hórem ve své komplexnosti). Kult boha Hóra je připomínán mnoha architektonickými a výtvarnými památkami (chrám v Edfu, v Behdetu, v řecké Apollónii na místě mytického vítězství Hóra nad Sutechem atd.).

## Externí odkazy

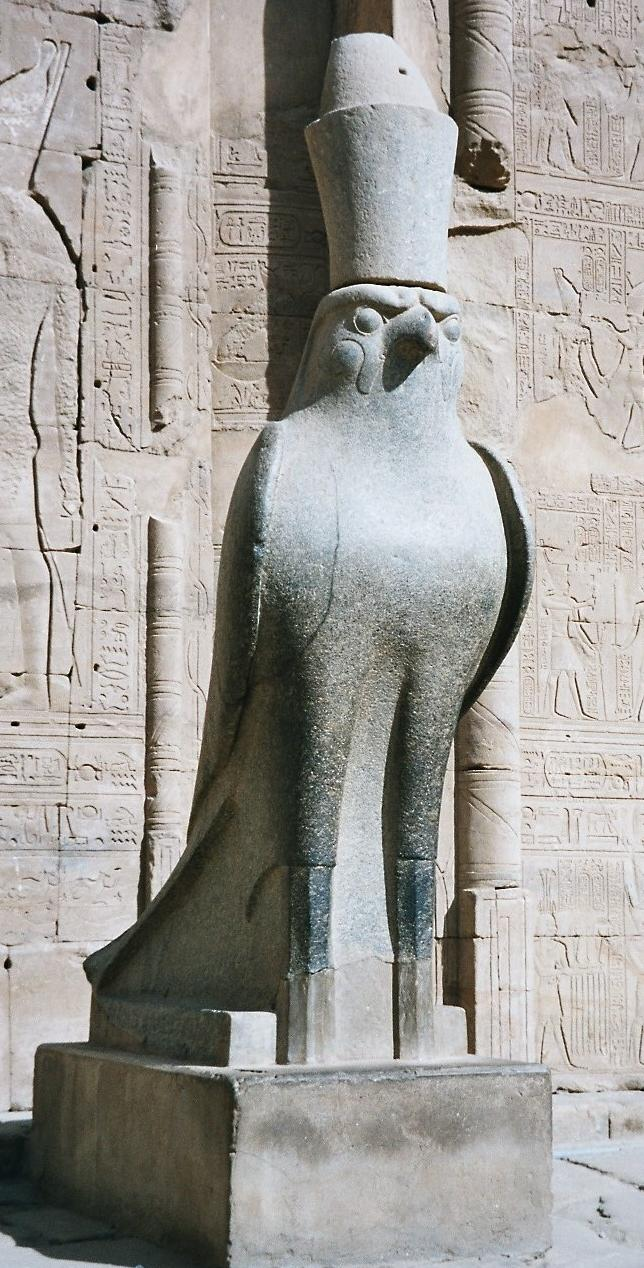
Socha Hóra v chrámu v Edfu